# Holland (Michigan)
Holland é uma cidade costeira na região ocidental da Península Inferior do estado americano de Michigan. Está situado perto da costa oriental do lago Michigan no lago Macatawa, que por sua vez recebe o rio Macatawa (formalmente chamado de Rio Negro). Foi fundada por imigrantes Holandeses liderados pelo pastor calvinista Albertus van Raalte em 1847.

## Localidades na vizinhança
O diagrama seguinte representa as localidades num raio de 24 km ao redor de Holland.